# Бер (річка)
Бер (англ. Bear River) — річка на південному заході штату Вайомінг, південному сході штату Айдахо і північному сході штату Юта. Довжина становить 760 км; площа басейну — 18 197 км². Середня витрата води в 6 км вище гирла становить 68 м³/с. Впадає в Велике Солоне озеро.

## Опис
Бере початок на північному сході штату Юта, на півдні округу Саміт, на північній частині хребта Юїнта, в південній частині округу Саміт. Власне річка під назвою Бер починається від злиття двох приток — Хайден-Форк і Стіллуотер-Форк. Річка Хайден-Форк бере початок на північ від перевалу Хайден і на захід від гори Хайден-Пік. Витік Стіллуотер-Форк розташований на плато Мідл-Бейсін, оточеному горами Хайден-Пік, Агасіс і Спрід-Ігл-Пік, висота якого становить близько 3000 м.
Від злиття річок Хайден-Форк і Стіллуотер-Форк водотік тече в північному напрямку через південно-західний кут штату Вайомінг, протікає через місто Еванстон (округ Юїнта) і повертає на північний захід, в округ Бер-Лейк штату Айдахо. У місті Сода-Спрінгс річка різко повертає на південь, тече через долину Каш і знову виходить на територію штату Юта, де протікає через міста Корніш і Ньютон.
Раніше Бер була притокою річки Снейк, однак лавові потоки в далекому геологічному минулому змусили річку повернути на північ від міста Сода-Спрінгс і текти в південному напрямку, впадаючи в тодішню велику озеро Бонневілл, реліктами якого зараз є озеро Велике Солоне і ряд інших невеликих озер Невади.

## Історія
До приходу європейців долину річки населяли шошони. Перші трапери з Компанії Гудзонової затоки почали проникати в регіон з півночі, з басейну річки Снейк, в 1812 році. У 1843 році басейн річки досліджував Джон Фремонт. Мормонська стежка перетинала річку Бер на південь від Еванстона, а Каліфорнійська і Орегонська стежки слідували уздовж річки на протяжній ділянці, де вона тече на північ по території штату Вайомінг аж до Форт-Хол в штаті Айдахо. У 1840-і роки в долині Каш влаштувалися мормони. 23 січня 1863 року армія США напала на село шошонів в долині Каш, убивши багатьох його жителів. Ці події відомі як Різанина на річці Бер.

## Використання
У нижній течії води річки активно використовуються для зрошення сільськогосподарських угідь. Нижні 16 км течії річки Бер є територією пташиного заповідника Бер-Рівер.